# Diada castellera de Màrtirs Street
La diada castellera de Màrtirs Street és una diada castellera que se celebra a Vilafranca entre l'últim cap de setmana de juliol i el primer d'agost. La festa va començar el 1967, però la primera diada castellera va ser el 1970. La diada es va deixar de celebrar a finals del segle XX i es va recuperar el 2008.

## Història

### Primera etapa (1970-1990)
La festa va començar l'any 1967 en el carrer que en aquell moment és deia «Calle de los Mártires», d'aquí el nom de Màrtirs, amb l'afegit en anglès Street, inspirat per altres actes que es realitzaven en aquella època com el «Tusset Street» a Barcelona. Els organitzadors la consideren la primera festa de carrer de Vilafranca i tenia la característica curiosa que els castells realitzaven de nit, sent la primera diada castellera important que es realitzava de nit en aquells moments.
Els primers anys va comptar amb l'actuació de la colla local, els Castellers de Vilafranca, i a partir de l'any 1976 també amb els Castellers de Barcelona. L'any 1987, fins i tot va arribar a rivalitzar amb la Diada de Sant Fèlix amb l'actuació de cinc de les colles més importants del moment: Colla Vella dels Xiquets de Valls, Colla Joves dels Xiquets de Valls, Castellers de Vilafranca, Castellers de Barcelona i Xicots de Vilafranca.

### Segona etapa (2008-present)
Després d'haver-se perdut a finals del segle xx, la diada castellera es va recuperar el 2008. Més endavant va passar a estar coorganitzada per l'Associació d'amics i veïns de Màrtirs Street, Xicots de Vilafranca i Castellers de Barcelona.

## Resum històric
A continuació trobem dues taules amb el resum de totes les colles i castells realitzats per anys. Tota la informació està extreta de la Base de Dades de la Coordinadora de Colles Castelleres de Catalunya – Colla Jove Xiquets de Tarragona.

### Primera etapa (1970-1990)
| Any  | Colles                                          | Colles                                   | Colles                       | Colles                              | Colles                               |
| ---- | ----------------------------------------------- | ---------------------------------------- | ---------------------------- | ----------------------------------- | ------------------------------------ |
| 1970 | Castellers de Vilafranca                        |                                          |                              |                                     |                                      |
| 1970 | Nd                                              |                                          |                              |                                     |                                      |
| 1972 | Castellers de Vilafranca                        |                                          |                              |                                     |                                      |
| 1972 | 3d7, 4d7                                        |                                          |                              |                                     |                                      |
| 1973 | Castellers de Vilafranca                        | Castellers de Vilanova - Colla Mar       |                              |                                     |                                      |
| 1973 | 2d7                                             | 4d6n, 2d6                                |                              |                                     |                                      |
| 1975 | Castellers de Vilafranca                        | Bordegassos de Vilanova                  |                              |                                     |                                      |
| 1975 | Pd5, Pd5, 2d7, 4d7                              | Pd5, 4d7, 3d6ps                          |                              |                                     |                                      |
| 1976 | Castellers de Vilafranca                        | Castellers de Barcelona                  |                              |                                     |                                      |
| 1976 | Pd5, Pd5, 4d8, 3d7                              | Pd5, 4d7, 2d6                            |                              |                                     |                                      |
| 1977 | Castellers de Vilafranca                        | Castellers de Barcelona                  |                              |                                     |                                      |
| 1977 | i4d8, 4d8, Pd5                                  | 3d6, 2d6, 3d7, Pd5                       |                              |                                     |                                      |
| 1978 | Castellers de Vilafranca                        | Castellers de Barcelona                  |                              |                                     |                                      |
| 1978 | Pd5, Pd5, Pd5, 3d7, 4d7a, 2d7c                  | Pd5, 3d7, id4d7, 2d6, 4d6a               |                              |                                     |                                      |
| 1979 | Castellers de Vilafranca                        | Castellers de Barcelona                  | Colla Joves Xiquets de Valls |                                     |                                      |
| 1979 | 4d7, 3d7ps, 2d7, Pd5                            | Pd5, Pd5, 3d6ps, id4d7, 4d7a, 5d7, 3d7ps | Pd5, 2d6, 5d7, 2d7, 4d8      |                                     |                                      |
| 1980 | Castellers de Barcelona                         | Colla Joves Xiquets de Valls             |                              |                                     |                                      |
| 1980 | Pd5, Pd5, Pd5, 2d7, 4d7a, 5d7, 2d6              | 4d6n. 2d6, Pd5, 3d7ps, 2d7, 4d8c         |                              |                                     |                                      |
| 1981 | Castellers de Vilafranca                        | Castellers de Barcelona                  | Colla Joves Xiquets de Valls |                                     |                                      |
| 1981 | Pd5ps, 5d7, 3d7ps, 2d7c, 4d8                    | Pd5, 3d7ps, 5d7, id4d8, 2d7c             | Pd5, 2d7, 4d8, 5d7           |                                     |                                      |
| 1982 | Castellers de Vilafranca                        | Castellers de Barcelona                  | Colla Joves Xiquets de Valls | Nens del Vendrell                   |                                      |
| 1982 | Pd5ps, 5d7, 3d7ps, i4d8                         | Pd5, iPd6, 4d8, 2d7c                     | Pd5, 5d7, 2d7, 4d8           | Pd5, iPd6, 4d7, 2d7c, 3d7           |                                      |
| 1983 | Castellers de Vilafranca                        | Castellers de Barcelona                  | Colla Joves Xiquets de Valls |                                     |                                      |
| 1983 | Pd5, 2d7, 4d7a, id5d7, 5d7                      | Pd5, iPd6, iPd6, 2d7, 4d7a               | Pd5, 3d7, id4d8, 4d8c, 2d7   |                                     |                                      |
| 1984 | Castellers de Vilafranca                        | Castellers de Barcelona                  | Xicots de Vilafranca         | Colla Jove Castellers de Vilafranca | Colla Jove Xiquets de Tarragona      |
| 1984 | 3d6nc, 4d5an, 2d6, Pd5, Pd5, Pd5, 5d7, 2d7, 3d8 | Pd5, 4d7a, 3d7, 2d7c                     | Pd5, 2d6, 4d7, 3d7           | Pd5c, i2d7, i3d7ps, i3d7ps          | Pd5c, Pd5, i3d7ps, i3d7ps, 2d7c, 5d7 |
| 1985 | Castellers de Vilafranca                        | Castellers de Barcelona                  | Xicots de Vilafranca         | Colla Joves Xiquets de Valls        | Colla Vella dels Xiquets de Valls    |
| 1985 | Pd5, Pd5ps, 2d7, 4d8c, 3d8                      | Pd5, 2d6, 4d7a, 3d7                      | Pd5, 2d6, 4d7, 3d7           | Pd5, 5d7, 2d7, i3d8, 4d8            | Pd5, Pd5ps, Pd5, 2d7, 3d8, 4d8       |
| 1986 | Castellers de Vilafranca                        | Castellers de Barcelona                  | Xicots de Vilafranca         |                                     |                                      |
| 1986 | Pd5, Pd5, 3d8c, 2d8f, 4d8                       | Pd5, id2d6, 2d6, i4d7a, id3d7, 3d7       | Pd5, 2d6, 4d7, 3d7           |                                     |                                      |
| 1987 | Castellers de Vilafranca                        | Castellers de Barcelona                  | Xicots de Vilafranca         | Colla Joves Xiquets de Valls        | Colla Vella dels Xiquets de Valls    |
| 1987 | i3d8, Pd5, 4d8, 2d7, i3d9f                      | Pd5, 4d7a, 3d7ps, 5d7                    | Pd5, 2d6, 4d7, 3d7           | Pd5, Pd5, 4d8, 3d8, 2d8f            | Pd5, 4d8, 3d8, 2d8f                  |
| 1988 | Castellers de Vilafranca                        | Castellers de Barcelona                  | Xicots de Vilafranca         |                                     |                                      |
| 1988 | 3d8, 4d8, 2d7                                   | Pd5c, i2d7, 2d7, 4d7a, 5d7               | 3d7, 4d7a, 5d7, Pd5, Pd5     |                                     |                                      |
| 1989 | Castellers de Vilafranca                        | Castellers de Barcelona                  | Xicots de Vilafranca         |                                     |                                      |
| 1989 | Pd5, 3d8c, 2d7c i2d8f, i4d8                     | Pd5, 4d7a, 3d7ps, 5d7                    | id4d7a, 2d7c, 3d7, Pd5       |                                     |                                      |
| 1990 | Castellers de Vilafranca                        | Castellers de Barcelona                  | Xicots de Vilafranca         |                                     |                                      |
| 1990 | 4d8, 9d7, 2d6, Pd5                              | 3d7ps, 5d7, 4d7ac, Pd5                   | 2d6, i4d7, 3d7               |                                     |                                      |

### Segona etapa (2008-present)
| Any  | Colles                              | Colles                             | Colles                             |
| ---- | ----------------------------------- | ---------------------------------- | ---------------------------------- |
| 2008 | Castellers de Vilafranca            | Xiquets de Reus                    |                                    |
| 2008 | 4d8, 2d8f, id3d9f, 3d9f, Pd7f       | 3d7, 4d7a, 5d7                     |                                    |
| 2009 | Castellers de Vilafranca            | Xiquets de Reus                    |                                    |
| 2009 | 5d7, i3d8                           | 5d7                                |                                    |
| 2010 | Castellers de Vilafranca            | Castellers de Barcelona            | Colla Jove de Castellers de Sitges |
| 2010 | 5d8c, 3d9f, 4d8a, Pd7f              | 5d7, id4d7a, 4d7a, 4d8, Pd5        | 4d7a, 5d7, 3d7, Pd5c               |
| 2011 | Castellers de Barcelona             | Colla Jove de Castellers de Sitges | Colla Vella dels Xiquets de Valls  |
| 2011 | 4d7a, 4d8, id2d7, 5d7, Pd5          | 3d7a, 4d7, 3d7, Pd5                | 3d8, 4d8ac, 5d8, Pd5, Pd5          |
| 2012 | Castellers de Vilafranca            | Xicots de Vilafranca               | Castellers de Barcelona            |
| 2012 | 3d9f, 5d8, 3d8a, iPd7f              | 4d8, 3d8c, 2d7, Pd5                | 5d8, 4d8, 2d8f, Pd6c               |
| 2013 | Xicots de Vilafranca                | Castellers de Barcelona            |                                    |
| 2013 | 3d8, 4d8, 2d7, Pd5                  | 3d9f, 4d8a, 5d8, Pd6               |                                    |
| 2014 | Xicots de Vilafranca                | Castellers de Barcelona            |                                    |
| 2014 | id4d8, 4d8, id2d8f, id3d8, 5d7, Pd5 | 5d8, 3d9f, 4d8a, Vd6               |                                    |
| 2015 | Xicots de Vilafranca                | Castellers de Barcelona            |                                    |
| 2015 | 3d8, 2d8f, 4d8, Pd5                 | 4d9f, 3d9f, 5d8, Pd6               |                                    |
| 2016 | Xicots de Vilafranca                |                                    |                                    |
| 2016 | 3d8, 4d8, id5d8, 2d8f Pd5           |                                    |                                    |
| 2017 | Xicots de Vilafranca                | Castellers de Barcelona            |                                    |
| 2017 | 2d8f, 3d8, 4d8, Pd5                 | 3d9f, 4d9f, 5d8, Pd5, Pd5, Pd5,    |                                    |
| 2018 | Xicots de Vilafranca                | Castellers de Barcelona            |                                    |
| 2018 | 2d7, 4d8, 3d8, Pd5                  | id2d8f, id3d9f, 5d8, 3d8, Pd5      |                                    |
| 2019 | Xicots de Vilafranca                | Castellers de Barcelona            |                                    |
| 2019 | 7d7, 4d8, 5d7, Pd5                  | 2d8f, 4d8, Pd5, Pd5, 3d8           |                                    |
| 2022 | Xicots de Vilafranca                | Castellers de Barcelona            |                                    |
| 2022 | 5d7, 4d7, id3d7, 3d7                | 4d8, id2d7, 4d7a, 5d7, idPd5       |                                    |
| 2023 | Xicots de Vilafranca                | Castellers de Barcelona            |                                    |
| 2023 | 5d7, 7d7, 4d7, Pd5                  | 5d7, 4d8, 7d7, Pd5                 |                                    |
| 2024 | Xicots de Vilafranca                | Castellers de Barcelona            |                                    |
| 2024 | id 4d8, id 4d8, 5d7, id 4d8, Pd5    | i 4d9f, 4d8, 3d8, i 9d7, Pd5       |                                    |
| 2025 | Xicots de Vilafranca                | Castellers de Barcelona            | Colla Joves Xiquets de Valls       |
| 2025 | 2d7, 4d8, 7d7, Vd5                  | 7d8, id3d8, 3d8, 4d8, 2Pd5+2Pd4    | 3d9f, 4d9f, 2d8f, Pd8fm, 4Pd4      |